# 脳子の恋
『脳子の恋』（のうこのこい）は、井口昇が原作担当し、中川翔子が作画を担当した初の連載漫画作品である。
太田出版発行の季刊漫画雑誌『hon-nin』において2007年9月号 - 2009年3月号より6回連載されて、単行本が2009年10月1日に太田出版より発売となる。 

## 書誌情報
- 『脳子の恋<完全版>』 （太田出版、2009年10月1日発売、既刊1巻） ISBN 978-4-7783-2096-6